# Amtskette

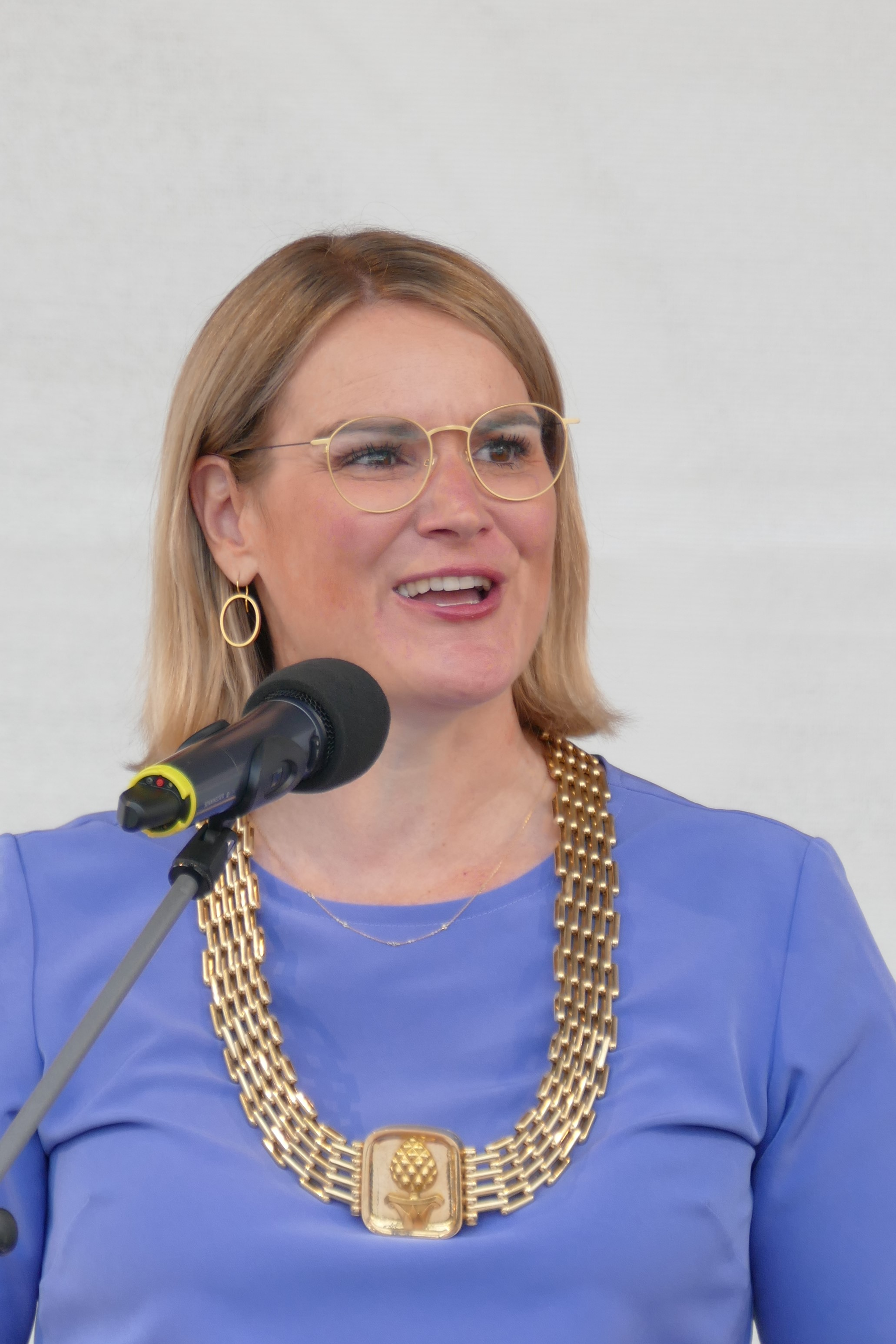
Eva Weber, Oberbürgermeisterin von Augsburg mit angelegter Amtskette beim Augsburger Hohen Friedensfest.

Eine Amtskette ist eine mit Medaillen, Wappenbildern und Emblemen verzierte schwere Halskette aus Edelmetallen oder Keramik, die Amtsinsigne und damit Teil der Amtstracht von Oberbürgermeistern, zum Teil von anderen hohen Stadtbeamten und von Universitätsrektoren darstellt. Amtsketten werden zu feierlichen Anlässen getragen.

## Beschreibung
Amtsketten bestehen aus versilbertem Stahl, Vollsilber, vergoldetem Silber und in ganz seltenen Fällen aus Vollgold oder sogar aus Meißner Porzellan. Die Beschaffenheit der Kette hängt – je nach Verordnung – u. a. von der Stadtgröße und deren Bedeutung ab. Angehängt und eingearbeitet sind relevante Symbole der Stadt bzw. Universität, Wappenbilder und Porträts wichtiger Persönlichkeiten auf Medaillen. Die Kette selbst kann aus Rund-, Oval- oder rechteckigen Plattengliedern bestehen, die ihr ein bandförmiges Aussehen verleihen. Getragen wird die Kette um den Jacket- oder Kostümkragen bzw. über beide Schultermitten auf entsprechender (Amts)kleidung. Für die Aufbewahrung sind samtausgeschlagene Schatullen vorgesehen, die nicht selten den Hinweis auf den Hersteller enthalten.

## Amtskette – Symbol und Insigne

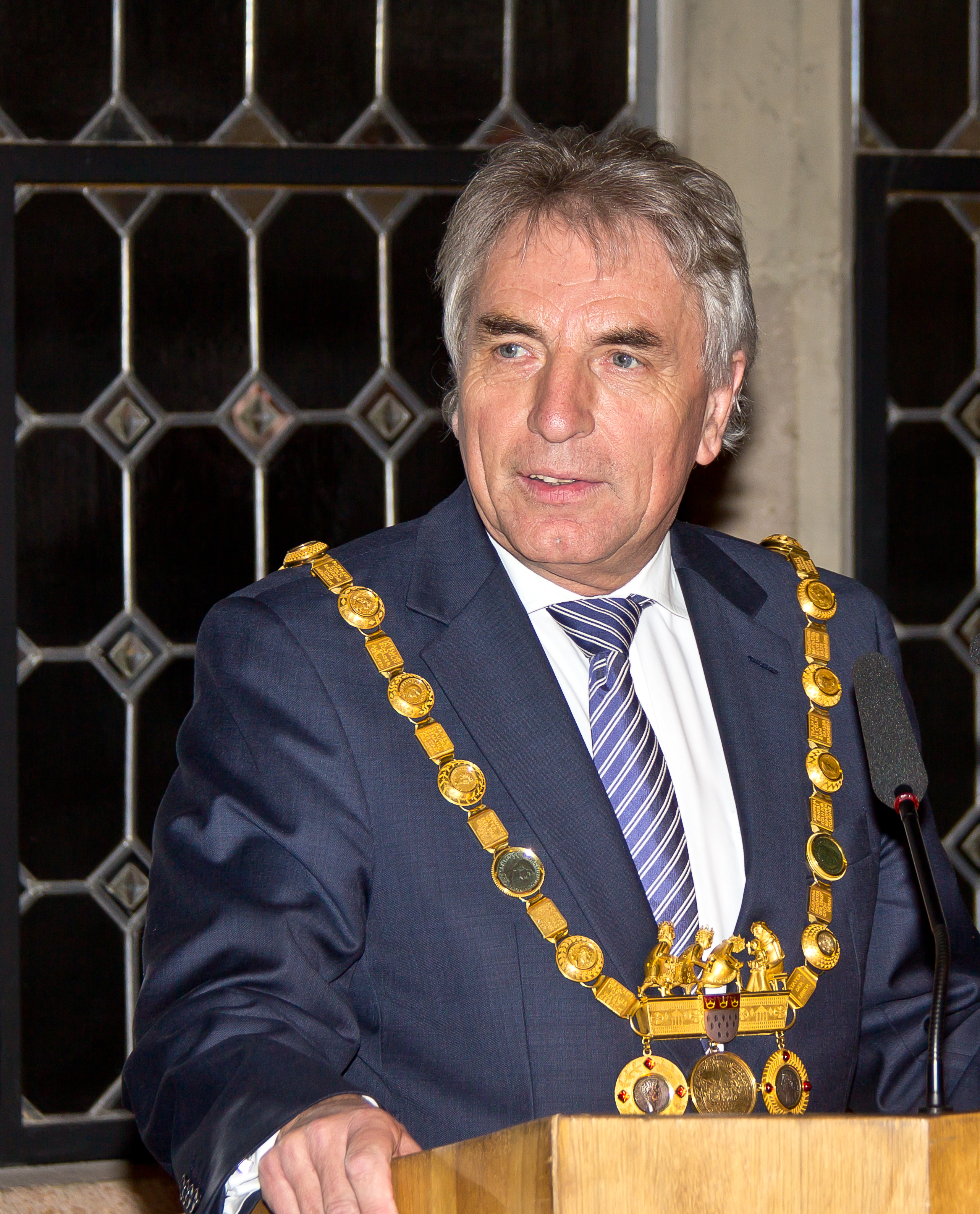
Der Kölner Oberbürgermeister Jürgen Roters bei einem Empfang.

Die Amtskette, auf anlass- und protokollgerechter Kleidung getragen, legitimiert den Träger als das was er als Amtsinhaber ist und repräsentiert, (als Bürgermeister) der erste Bürger und Repräsentant seiner Stadt bzw. (als Rektor) der erste Angehörige und Verantwortliche der Universität zu sein. Amtsketten sind damit Insignien städtischer bzw. universitärer Selbstverwaltung und Selbständigkeit. Sie sind für den Träger und Amtsinhaber das, was Krone und Bischofsstab für weltliche Herrscher und hohe kirchliche Würdenträger sind.
Die Amtskette des Oberbürgermeisters der Stadt Bonn – seit 1895 dritte rheinisch-preußische Stadt nach Düsseldorf und Duisburg mit diesem Insigne – enthält beispielsweise sieben Medaillen, zwei mit dem Stadtwappen (vorn (mit Krone) und hinten je eine), eine mit dem Abbild des Begründers der Städteordnung Königs Friedrich Wilhelm III. mit Krone, zwei mit dem Reichswappen und je eine mit den Porträts Ludwig van Beethovens und dem des Reichsfreiherren vom Stein nach dem Vorbild der Duisburger Amtskette. Andere Amtsketten, wie die von Stralsund, beinhalten keine Reichssymbolik, sondern unterstreichen die Eigenständigkeit dieser Hansestadt und deren Stadtrechtsverleihung von 1234 durch den Fürsten von Rügen (Wizlaw I.).
Da das Tragen einer Amtskette auch als Zurschaustellung einer Rangordnung oder als Verbundenheit mit der Monarchie aufgefasst werden kann – bis zum Ende des Ersten Weltkriegs wurden Amtsketten vom Regenten genehmigt und diese Ketten führen in der Regel ein Abbild des Monarchen –, wurde und wird das Anlegen von Amtsketten mitunter abgelehnt. Zum Beispiel verzichtete der erste sozialdemokratische Bürgermeister Wiens Jakob Reumann auf das Tragen der städtischen Amtskette. Nach dem Ende des Zweiten Weltkriegs wurde die Wiener Bürgermeisterkette grundsätzlich nicht mehr getragen.

## Geschichte

### Beginn
Der Ursprung der Idee für die Einführung von Amtsketten entstammt womöglich dem auslaufenden 18. Jahrhundert, als unter dem Einfluss einer verklärenden Begeisterung für das Mittelalter in Theaterstücken Rollen ehrwürdiger Personen mit Ritterketten ausgestattet wurden. Bürgermeister sollen diese Zuordnung wohlwollend übernommen haben, indem sie die Amtskette „als Insigne aus der Zeit einer selbstbewußten mittelalterlichen Stadtgesellschaft, wie sie das liberale Bürgertum als Ideal betrachtete“, interpretierten. Angesichts der gerade bei Festakten allgegenwärtigen Uniformen und Orden konnten sich im Übrigen nun auch die bürgerlichen Amtsträger mit einer sichtbaren Auszeichnung optisch hervortun.

### Bürgermeisterketten in Deutschland

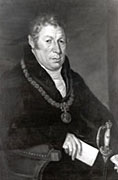
Franz Paul von Mittermayr gilt als der erste Bürgermeister, der in Deutschland eine Amtskette anlegte.

Goldene Amtskette des Dresdner Oberbürgermeisters

Der Münchner Bürgermeister Franz Paul von Mittermayr legte am 9. November 1818 erstmals eine Kette an, die zweifelsfrei als Amtskette wahrgenommen wurde. Im Mai 1818 hatte der König von Bayern Maximilian II. die Verordnung über die Verfassung und Verwaltung der Gemeinden im Königreich Baiern erlassen, die größeren Städten das Recht auf Selbstverwaltung zurückgab. Die Verordnung gestattete den jeweiligen Bürgermeistern „eine goldene Medaille an einer goldenen Kette […] in ihrem Amte und bey allen öffentlichen Gelegenheiten an dem Halse zu tragen“. Solche Medaillen zeigten auf der Vorderseite das Brustbild des bayerischen Regenten, während auf der Rückseite das Wappen der jeweiligen Stadt oder des jeweiligen Marktes abgebildet war.
Die bayerische Verordnung von 1818 orientierte sich an einer 1808 von Heinrich Friedrich Karl vom und zum Stein erarbeiteten Ordnung für sämmtliche Städte der preußischen Monarchie. Diese sollte den infolge der Napoleonischen Kriege strapazierten Staatsapparat entlasten und die Stadtverwaltung in die Hände der Bürger legen. Um die Souveränität des Bürgertums zum Ausdruck zu bringen, waren bereits hierin je nach Größe der Stadt bestimmte Amtszeichen vorgesehen. In großen Städten waren dies bei Magistratsmitgliedern und Stadtverordneten „goldene Ketten mit goldenen Medaillen“. Es dauerte allerdings bis 1839, dass Berlin als erste preußische Stadt eine Bürgermeisterkette erhielt. Das Aussehen der Ketten und Medaillen wurde erst 1840 unter Friedrich Wilhelm IV. mit den Richtlinien zur Ausgestaltung der Ketten und Medaillen präzisiert. Weitere Erlasse bezüglich Aussehen und Verleihung folgten 1847 und 1851.
In Greven gibt es zwei Amtsketten. Peter Vennemeyer trug während seiner Zeit als Bürgermeister nur das Exemplar, welches nicht zu sperrig war.

### Rektorenketten

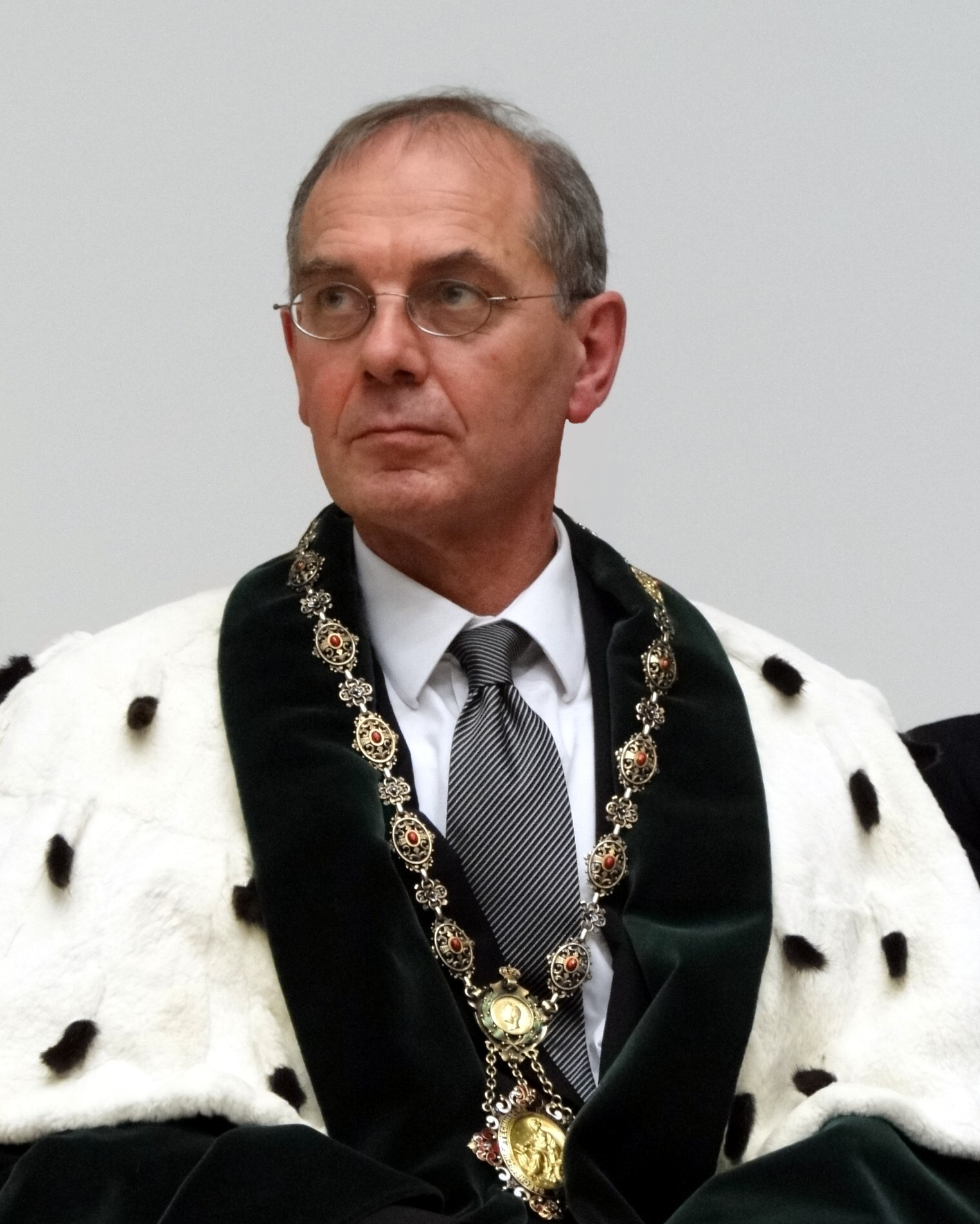
Hermann Kokenge in seiner Funktion als Rektor der TU Dresden mit Talar und Amtskette.

Universitäten führten neben einem Siegel bereits seit dem Mittelalter bzw. der Frühen Neuzeit Insignien, wie Zepter oder Ringe. Wann erstmals eine Amtskette von einem Universitätsrektor getragen wurde, ist unklar. Infrage kommt der Rektor der Prager Karls-Universität, der im 16. Jahrhundert eine Amtskette zu tragen begann. Zu jener Zeit war es noch das alleinige Recht des hohen Adels Ketten mit Medaillen zu tragen; mitunter wurden allerdings auch hohe Beamte mit einer solchen ausgezeichnet. Auch der Rektor der Albert-Ludwigs-Universität Freiburg gilt im 18. Jahrhundert als einer der ersten Träger einer Rektorenkette. 1804 erhielt der Rektor der Universität Wien infolge der Abschaffung der Talare eine Amtskette.
Die flächendeckende Verbreitung von Rektoren-Amtsketten deckt sich zeitlich mit denen von Bürgermeistern. Der preußische Hofmedailleur Johann Ludwig Jachtmann entwarf ab 1816 über zwei Jahrzehnte hinweg unter anderem den Amtsschmuck der preußischen Universitäten. Beispielsweise wurde 1817 der Berliner Universität eine vergoldete Kette mit einem Medaillon, auf dem der Universitätsstifer Friedrich Wilhelm III. abgebildet ist, verliehen.

### Collar of Esses

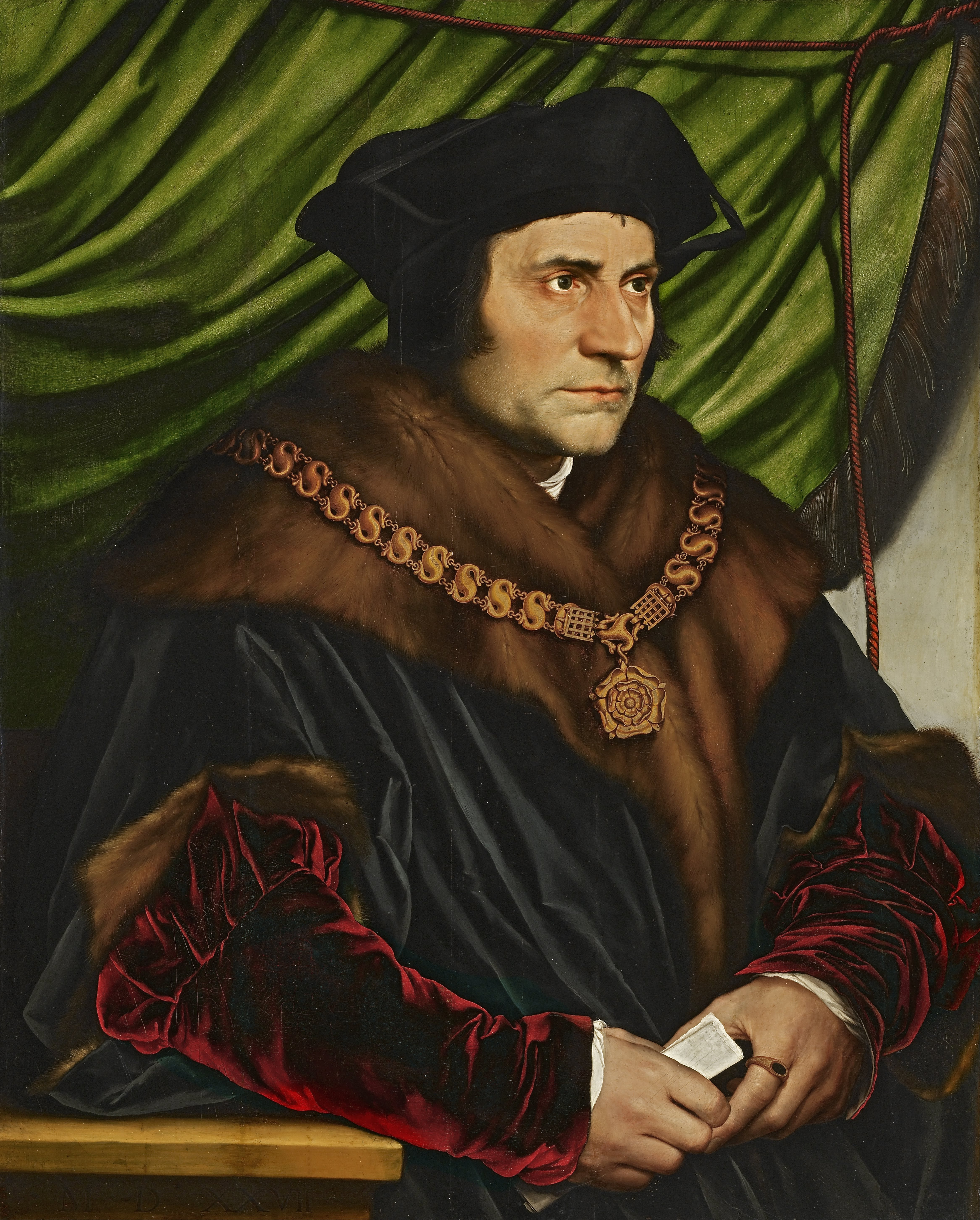
Sir Thomas More mit dem Collar of Esses.

Eine Ausnahme in der Geschichte der Amtsketten nehmen die sogenannten Collars of Esses aus England ein. Hierbei handelt es sich um Ketten mit s-förmigen Gliedern, die bis ins 14. Jahrhundert zurück an verschiedenen Orten nachgewiesen werden können. Über Herkunft und Bedeutung der s-Form gibt es nur Vermutungen. Ein Beispiel wäre die Kette des Lord Mayor of London. Es wird spekuliert, dass die Kette Sir Thomas More gehörte, dessen Insignien infolge seiner Hinrichtung im Jahre 1535 der Krone zufielen. Bekannt ist, dass die Kette vom damaligen Lord Mayor Sir John Aleyn an seinen Amtsnachfolger weitergereicht wurde und die Kette fortan den Status einer Insigne der Stadt London besaß.

### Kette des Hans Waldmann als Bürgermeister von Zürich
Eine vom im 15. Jahrhundert lebenden Hans Waldmann hinterlassene Kette wird auch als Bürgermeisterkette bezeichnet. Diese Kette des 1489 hingerichteten Zürcher Bürgermeisters verblieb allerdings nicht im Amt, sondern ging nach Waldmanns Tod verschollen, bis sie 1879 wiederentdeckt wurde und heute im Besitz der Stadt Zürich ist.

## Internationale Verbreitung
In etwa zeitgleich zum im deutschsprachigen Raum einsetzenden Aufkommen von Amtsketten, fanden derart auch in Großbritannien und Irland sowie, in der Folge, den Niederlanden flächendeckende Verbreitung. Über den Commonwealth wurde die Amtskette zu einem weltweit verbreiteten Insigne, das unter anderem von Bürgermeistern in Australien, Jamaika, Kanada, Kenia, Namibia, Neuseeland und Südafrika getragen wird.
In den Vereinigten Staaten werden üblicherweise keine Bürgermeisterketten getragen. Allerdings fanden Amtsketten an Universitäten in der zweiten Hälfte des 20. Jahrhunderts Verbreitung. Diese sind zumeist Stiftungen von Absolventen.
In einigen Staaten, in denen Amtsketten nicht geläufig sind, werden von Bürgermeistern oder anderen Würdenträgern Schärpen getragen. Hierzu zählen unter anderem Frankreich, Italien und Belgien.

## Verlust von Amtsketten

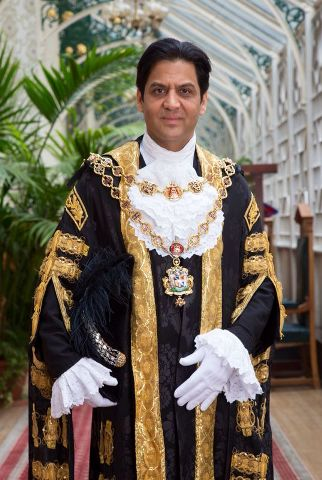
Der Amtskette von Birmingham, hier angelegt von Shafique Shah (Lord Mayor 2014–2015), fehlt seit 1974 ein Diamant im Wert von £100.000.

Aufgrund ihres materiellen Wertes sind Amtsketten regelmäßig Ziel von Diebstählen oder Unterschlagung. In Deutschland gingen 1945 im Zuge der Besatzung und in den Nachkriegswirren einige Ketten verloren; unter anderem die von Brandenburg an der Havel. Die Bürgermeisterkette von Nordhausen konnte im Jahr 2014 zu einem Preis von 3.500 € von einem Sammler aus den Vereinigten Staaten wieder erworben werden.
Auch in neuerer Zeit gingen und gehen Amtsketten in Deutschland verloren: Zum Beispiel wurde 1968 die Amtskette der Goethe-Universität Frankfurt gestohlen. 1970 beschloss der Oberbürgermeister von Münster eine „Reisekette“ anzuschaffen, nachdem bei einem Besuch in Orléans die eigentliche Amtskette kurzzeitig verloren gegangen war. Als 1991 der Dienstwagen der Bürgermeisterin von Hamm entwendet wurde, ging die darin deponierte Amtskette verloren. Im Jahr 2016 wurde die Amtskette der Geraer Bürgermeisterin gestohlen; das Insigne wurde jedoch wenige Wochen später bei einer Hausdurchsuchung wiedergefunden.
Nachdem in Südafrika seit den ersten demokratischen Lokalwahlen im Jahr 2000 Bürgermeisterketten kaum mehr getragen werden, kam es vermehrt zur Unterschlagung von Ketten. Auch in Kenia verschwanden viele Amtsketten, die im Zuge einer administrativen Umstrukturierung im Jahr 2010 an eine Übergangsbehörde hätten übergeben werden sollen. Bereits im Jahr 2002 wurde die Amtskette der kenianischen Hauptstadt Nairobi gestohlen. Sie wurde zehn Monate später in Paris sichergestellt.
Infolge des Diebstahls der Amtskette des Bürgermeisters der englischen Stadt Marlborough im Jahr 2013, wurde mit der Versicherungssumme in Höhe von knapp £100.000 (zu diesem Zeitpunkt ca. 118.000 €) eine neue Kette angefertigt.
Anstatt Amtsketten als Ganzes zu stehlen, werden mitunter auch nur einzelne Kettenglieder herausgelöst und entwendet. Oder Einzelteile gehen schlicht verloren: 1974 fiel dem Oberbürgermeister Birminghams beim Betrachten einer Blumenausstellung ein Diamant im Wert von £100.000 aus seiner Amtskette. Das Juwel ist seitdem verschollen.